# Julia Piera
Julia Piera Abad (Madrid, 1970) es una poeta española. Es la autora de los siguientes libros: Grinda y Mórdomo (Abada, 2020), Al vértice de la arena (Biblioteca Nueva, 2003), Igual que esos pájaros disecados (Hojas de Zenobia, Diputación de Huelva, 2004), Conversaciones con Mary Shelley (Icaria Editorial, Barcelona, 2006), Puerto Rico digital (Bartleby Editores, 2009), y B de Boston (Olifante ediciones). Es la ganadora del Premio Villa de Madrid (Francisco de Quevedo) de Poesía 2010 por su poemario Puerto Rico digital. 
Poemas suyos han aparecido en distintas revistas y publicaciones como El periódico de poesía (UNAM), El signo del gorrión, Can Mayor, ArteletrA, Galerna y Samantarl Bhabna. Asimismo, su obra ha sido incluida en las antologías Once de marzo, poemas para el recuerdo (Pre-Textos, 2004), Campo abierto (DVD, 2005), Poetas en blanco y negro contemporáneos (Abada, 2006), Complicidades (Ave del Paraíso Ediciones, 2008), Landing Places: Immigrant Poets in Ireland (Dedalus Press, 2010), Palabras sobre palabras: 13 poetas jóvenes de España (Santiago Inédito, 2010), Panic cure: Poetry in Spain for the XXI Century, editada por Forrest Gander (Shearsman Books, 2013), Sombras di-versas. Diecisiete poetas españolas actuales (Vaso Roto ediciones, 2017) y Grand Tour: Reisen durch die junge Lyrik Europas (Hanser, 2019). En el 2013 participó en el proyecto transmedia Imagina cuántas palabras. Ha colaborado con el pintor Jesús Ibáñez en el texto introductorio a su exposición 2006-2007 en la Galería Ansorena de Madrid. Algunos poemas suyos han sido versionados en piezas musicales por el compositor experimental británico Geoff Gould. Colabora con la sección «El viajero» del diario español El País.
Es licenciada en Economía por la Universidad Complutense de Madrid. Licenciada en economía, durante cuatro años residió en la Universidad de Harvard, donde cursó estudios de postgrado en literatura, teoría crítica y teoría de la imagen. Hasta comienzos de 2010 fue directora del Instituto Cervantes de Dublín. En la actualidad dirige el programa en España de Colby College.

## Poesía
- Grinda y Mórdomo (Abada, 2020)
- B de Boston (Olifante ediciones, 2019)
- Al vértice de la arena traducción al árabe por Abdul Hadi Sadoun (Don Quixote, Damasco, 2011)
- Puerto Rico digital (Bartleby Editores, Madrid, 2009) - Premio Villa de Madrid (Francisco de Quevedo) de Poesía 2010
- Conversaciones con Mary Shelley (Icaria Editorial, Barcelona, 2006)
- Igual que esos pájaros disecados (Hojas de Zenobia, Diputación de Huelva, 2004)
- Al vértice de la arena (Biblioteca Nueva, 2003)

## Antologías
- Grand Tour: Reisen durch die junge Lyrik Europas (Hanser, 2019)
- Sombras di-versas. Diecisiete poetas españolas actuales (Vaso Roto ediciones, 2017)
- Panic cure: Poetry in Spain for the XXI Century ed. Forrest Gander (Shearsman Books, 2013)
- Palabras sobre palabras: 13 poetas jóvenes de España (Santiago Inédito, 2010)
- Landing Places: Immigrant Poets in Ireland (Dedalus Press, 2010)
- "Poeti spagnoli contemporanei" (Edizioni dell'Orso, Alessandria, 2008)
- Complicidades (Ave del Paraíso Ediciones, 2008)
- Poetas en blanco y negro contemporáneos (Abada, 2006)
- Campo abierto (DVD, 2005)
- Once de marzo, poemas para el recuerdo (Ed. Pre-Textos, 2004)

## Traducción
- Leer para ti (Reading to You) (con Chiara Merino) de Siri Hustvedt (Bartleby Editores, Madrid, 2007)

## Artículos
- "Saint-Jean-Pied-de-Port." en El País (sección «El viajero»), 22/5/2023
- "Secretos literarios de Harvard" en El País (sección «El viajero»), 25 de octubre de 2019
- "Viaje de Cork al Anillo de Kerry" en National Geographic España, ViajesNG n.º 146, 2012
- "El ídolo de los orígenes" en El País (sección «El viajero»), 22 de junio de 2012
- "Niños y otros duendes" en El País (sección «El viajero»), 4 de septiembre de 2010
- "Lord Byron llegó en burro" en El País (sección «El viajero»), 10 de noviembre de 2007
- "La isla mujer, verde flotante" en El País (sección «El viajero»), 21 de abril de 2007
- "El fantasma de la Dama Blanca" en El País (sección «El viajero»), 24 de junio de 2006
- "Una flor para Emily Dickinson" en El País (sección «El viajero»), 25 de marzo de 2006

## Enlaces externos

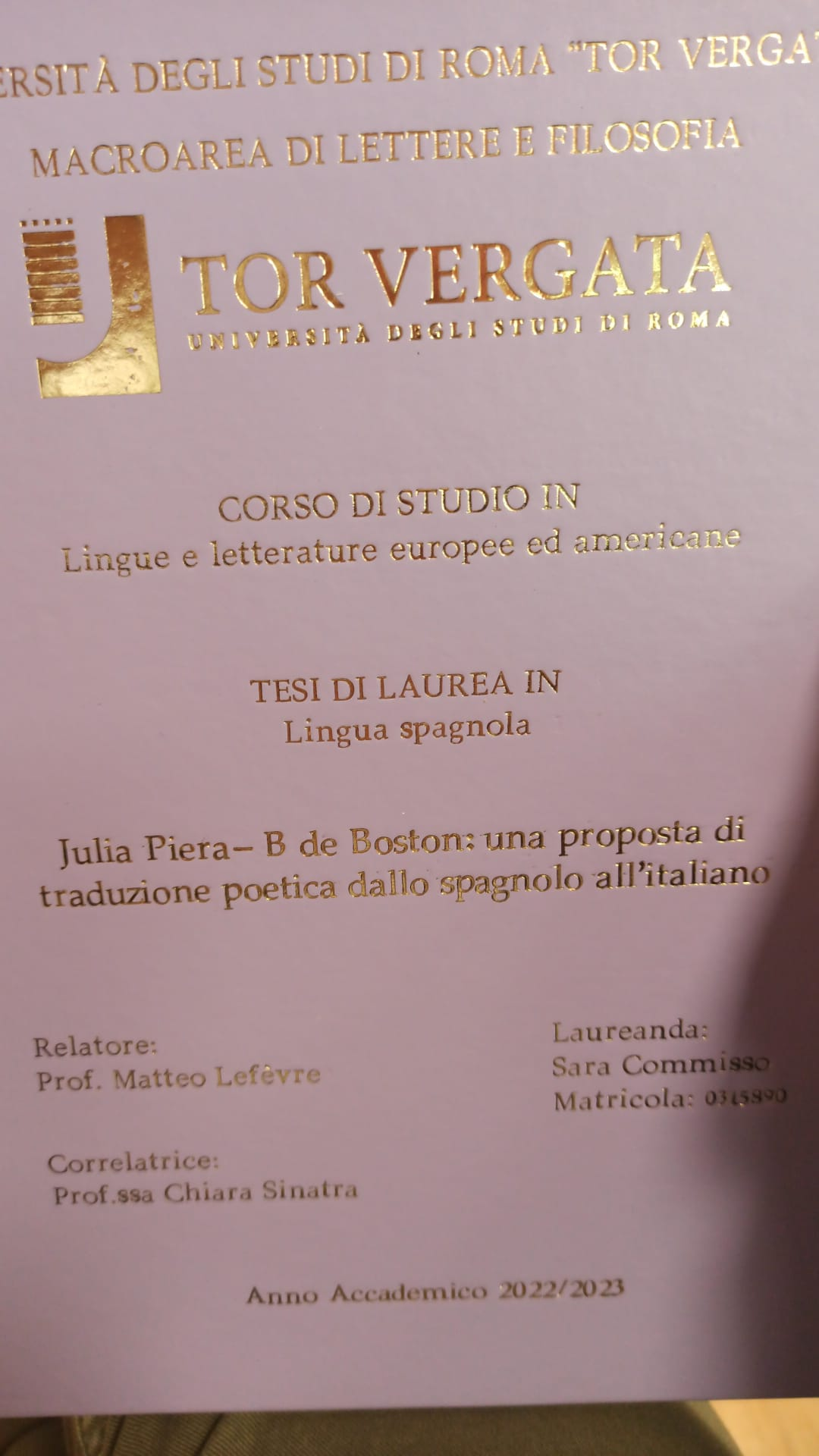

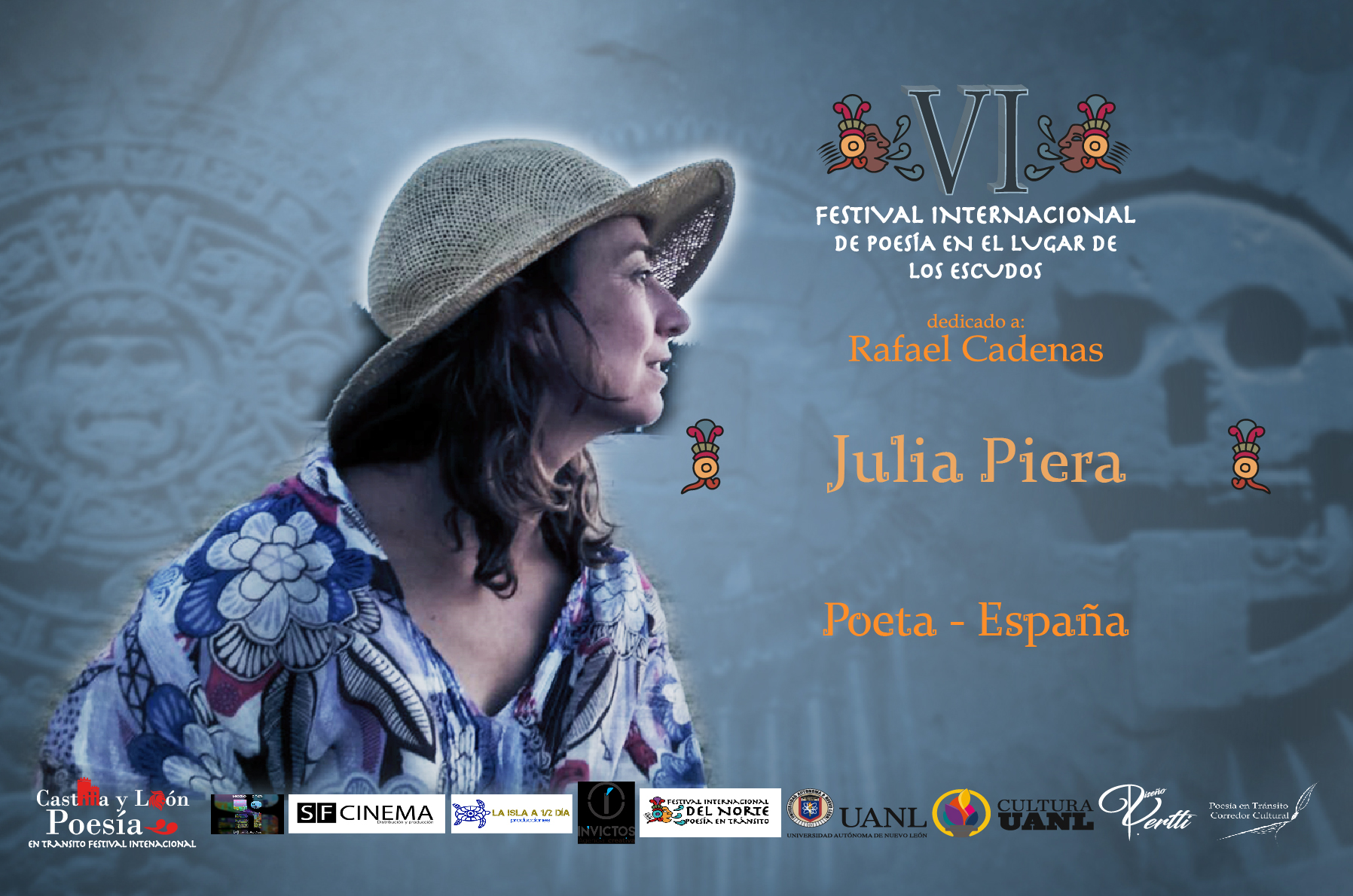